# Kristijan Jakić
Kristijan Jakić, né le 14 mai 1997 à Split en Croatie, est un footballeur international croate qui évolue au poste de milieu défensif au FC Augsbourg.

## Carrière

### Début de carrière et RNK Split
Originaire de Runovići, il commence sa formation à l'âge de 7 ans, au club local Mračaj. Par la suite, il rejoint le club plus important Imotski à proximité, où il passe quatre saisons, se qualifiant pour la Ligue de football de l'académie croate en 2013. Cependant, il rejoint l'académie de RNK Split cet été-là. En 2015, il fait ses débuts avec l'équipe des moins de 19 ans de Croatie U19, et en décembre de la même année, pour l'équipe senior du RNK Split, lors d'un match nul 1-1 à domicile contre Osijek, entrant à la 66e minute en remplacement de Miloš Vidović.

### Istra 1961 et Lokomotiva
En mai 2017, à la suite de la relégation du RNK Split, Jakić a rejoint Lokomotiva. Ayant du mal pendant sa première demi-saison au club, Jakić a demandé un prêt à Istra 1961 auprès du directeur sportif du club, Božidar Šikić. Il a passé la deuxième moitié de la saison 2017–18 à Pula, où il a retrouvé sa forme grâce à l'entraîneur d'Istra, Darko Raić-Sudar. Il est revenu à Lokomotiva à la fin de la saison, où il est devenu l'un des meilleurs joueurs sous la direction de l'entraîneur Goran Tomić.

### Dinamo Zagreb
Ses bonnes performances pour Lokomotiva ont attiré l'attention du géant croate Dinamo Zagreb, qui l'a signé pour 1,2 million d'euros le 24 juillet 2020,. Il a été contraint de manquer le début de la saison en raison d'une infection par la COVID-19. Il a fait ses débuts avec Dinamo le 12 septembre lors d'une victoire 2-1 contre Hajduk Split. Pour ses débuts en Ligue Europa, lors d'un match nul 0-0 contre Feyenoord le 22 octobre, il a commis une faute sur Mark Diemers et a provoqué un penalty, que le gardien de Dinamo, Dominik Livaković, a arrêté,. Le 8 novembre, il a marqué son premier but pour Dinamo lors d'une victoire 5-0 contre Istra 1961. À la fin de la première demi-saison, Jakić s'était déjà imposé comme un élément important de l'équipe de départ de Dinamo.
Le 20 juillet 2021, lors du deuxième tour de qualification de la Ligue des champions de Dinamo contre Omonia, Jakić a délivré une passe décisive à Lovro Majer et a marqué lui-même alors que Dinamo l'emportait 2-0. Avant le match de barrage de la Ligue des champions de Dinamo contre Sheriff Tiraspol le 25 août, Jakić a été retiré de l'équipe, l'entraîneur Damir Krznar affirmant qu'il s'était blessé à la cheville lors de la victoire 1-0 en championnat contre Lokomotiva le week-end précédent. Cependant, le Sportske novosti a publié que Jakić avait été retiré de l'équipe en tant que mesure disciplinaire après qu'il eut exprimé son mécontentement parce que le club avait refusé l'offre d'achat d'Eintracht Frankfurt. Il a été nommé de manière inattendue dans l'alignement de départ lors du derby de championnat du 29 août contre Osijek, et a marqué le premier but alors que Dinamo l'emportait 2-0.

### Eintracht Frankfurt
Le 30 août 2021, Jakić a officiellement signé un contrat de prêt avec le club de Bundesliga, Eintracht Frankfurt, avec une option d'achat à la fin de la saison 2021–22,. Il a fait ses débuts le 12 septembre lors d'un match nul 1-1 contre VfB Stuttgart, remplaçant Ajdin Hrustić. Il a marqué son premier but pour Eintracht le 12 décembre lors d'une victoire 5-2 contre Bayer Leverkusen. Malgré les performances décevantes du club en Bundesliga, où ils ont terminé onzièmes, Jakić a aidé le club à atteindre la finale de la Ligue Europa invaincu, éliminant au passage Barcelone, où ils ont vaincu les Rangers 5-4 aux tirs au but.
Le 29 mai 2022, le transfert est devenu permanent et Jakić a signé un contrat de quatre ans avec Eintracht.

## Palmarès
Dinamo Zagreb
- Champion de Croatie (1) : 
  - Champion : 2021 et 2022.
- Coupe de Croatie (1) :
  - Vainqueur : Coupe de Croatie en 2020.

 Eintracht Francfort
- Ligue Europa (1) :
  - Vainqueur : 2022.